# Hans Ulrich von Eggenberg

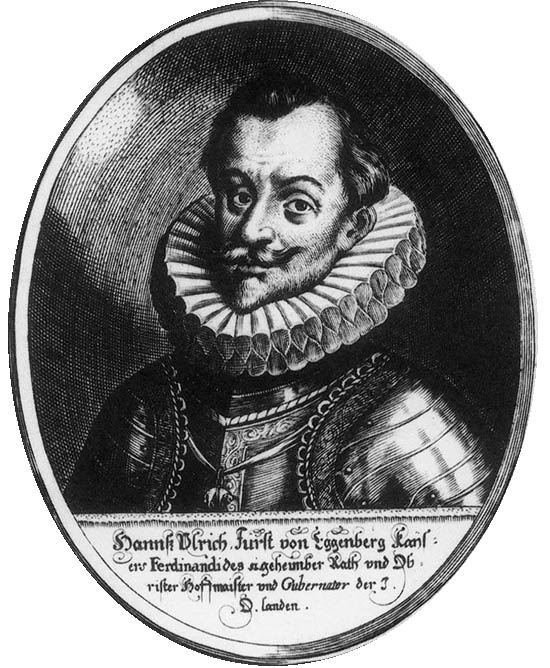
Hans Ulrich von Eggenberg portréja

Reichsfürst und Herzog Hans Ulrich von Eggenberg und von Krumau (krumaui herceg Eggenberg János Ulrik) (Graz, 1568 – Laibach, 1634. október 18.) osztrák államférfi, tartományfőnök.

## Élete
Gazdag protestáns családból származott. Édesapja Seyfried von Eggenberg zu Erbersdorf, édesanyja Anna Benigna Galler von Schwanberg. Előbb a hollandok ellen harcolt, majd Ferdinánd főherceg bizalmasa és pohárnoka lett. 1602-ben, amikor katolikussá lett, Krajna tartományi főnöke lett. 1605-ben a prágai udvarhoz ment, ahol Rudolf császár kedveltje lett. Többször megfordult fontos politikai küldetésben a spanyol udvarnál, 1615-ben főudvarmester és a titkos tanács elnöke lett. II. Ferdinánd alatt a spanyolellenes párthoz csatlakozott és hogy a liga és Miksa bajor herceg hatalmát ellensúlyozza, elősegítette egy önálló császári hadsereg felállítását Wallenstein vezérlete alatt, akinek végig pártfogója maradt. 1622-ben a cseh protestáns nemesek elkobzott vagyonából potom áron birtokokat szerzett és elnyerte a krumaui herceg címét. A krumaui birtok megvásárlásával egy több évszázados hagyományokkal rendelkező serfőzdét is vásárolt, melynek működését 1630-ban indította meg újra. Wallenstein megöletése után Laibachba ment.

## Családja
1598. április 5-én, Graz-ban elvette Maria Sidonia von Thannhausen-t, aki hat gyermeket szült neki:
- Maria Anna (?)
- Maria Ottilia (?)
- Maria Sidonia (?) férje: Julius Neidhard von Mörsberg gróf
- Maria Franziska (1607-1679?) férje: Karl Leonhard Harrach zu Rohrau und Thannhausen
- Johann Anton (1610-1649) felesége: Anna Maria von Brandenburg-Bayreuth
- Maria Margarete Theresia (1617?-1657)

## Híres Eggenberg-birtokok
Három mára híresebb kastélya maradt fenn. Ezek:
- a grazi palota,
- a Český Krumlov-i kastély,
- és a soproni Eggenberg-ház

Ezek közül csehországi birtokáról vette előnevét, ugyanis Český Krumlov németül Krumau.